# Geostachys
Genre
Classification APG III (2009)
Geostachys est un genre de plantes à fleurs de la famille des Zingiberaceae originaire des montagnes au-dessus de 800 m du sud-est asiatique (Viet Nam, Cambodge, Thaïlande, Malaisie, Indonésie).

## Liste d'espèces
Selon World Checklist of Selected Plant Families (WCSP) (18 juil. 2010) :
- Geostachys angustifolia K.Larsen (1986)
- Geostachys annamensis Ridl. (1921)
- Geostachys belumensis C.K.Lim & K.H.Lau (2005)
- Geostachys decurvata (Baker) Ridl. (1898)
- Geostachys densiflora Ridl. (1920)
- Geostachys elegans Ridl. (1898)
- Geostachys erectifrons K.H.Lau, C.K.Lim & Mat-Salleh (2005)
- Geostachys holttumii K.Larsen (1962)
- Geostachys kerrii K.Larsen (1972)
- Geostachys leucantha B.C.Stone (1980)
- Geostachys maliauensis C.K.Lim & K.H.Lau (2006)
- Geostachys megaphylla Holttum (1950)
- Geostachys montana (Ridl.) Holttum (1950)
- Geostachys penangensis Ridl. (1898)
- Geostachys pierreana Gagnep. (1906)
- Geostachys primulina Ridl. (1920)
- Geostachys rupestris Ridl. (1898)
- Geostachys secunda (Baker) Ridl. (1898)
- Geostachys sericea (Ridl.) Holttum (1950)
- Geostachys smitinandii K.Larsen, Thai Forest Bull. (2001)
- Geostachys sumatrana Valeton (1921)
- Geostachys tahanensis Holttum (1950)
- Geostachys taipingensis Holttum (1950)

## Espèces aux noms synonymes, obsolètes et leurs taxons de référence
Selon World Checklist of Selected Plant Families (WCSP) (20 oct. 2011) :
- Geostachys densiflora K.Larsen, (1962), nom. illeg. = Geostachys kerrii K.Larsen (1972)

## Sources
Selon NCBI (18 juil. 2010) :
- Geostachys sp. Newman 1035
- Geostachys sp. Newman 928